# Universitat CEU Cardenal Herrera
La Universitat CEU Cardenal Herrera és una universitat privada de València, al País Valencià. És la primera universitat privada al municipi de València. La UCH-CEU pertany a la Fundació Universitària San Pablo CEU que és l'organització educativa líder a Espanya amb 3 universitats i escoles i escoles de negocis a tot el país. Encara que no és reconeguda per la llei com una universitat privada (la primera al País Valencià) el 1999, ha estat un centre d'aprenentatge, associat a la Universitat de València des de principis del 1970.
La UCH-CEU pertany a la Fundació San Pablo-CEU i és l'organització educativa líder a Espanya amb 3 universitats i escoles i escoles de negocis a tot el territori nacional.
La Fundació va inaugurar el seu treball a València el 1971 i a Elx el 1994. Des de llavors, les seves ofertes acadèmiques s'han incrementat. La Generalitat Valenciana va aprovar la llei de la creació de la Universitat CEU Cardenal Herrera, que ha estat funcionant des de l'any 2000-2001.
El 1971, la primera escola privada de la Llei va ser fundada a València i el 2001 va passar a denominar-se "Universitat CEU-Cardenal Herrera". Hi ha dos campus: a Montcada, un poble a 12 km de València, i en Elx, una ciutat d'Alacant. De moment, hi ha 10.000 estudiants de la Universitat de tot Espanya, especialment València, Múrcia, Mallorca, Eivissa i Albacete. Cada any 500 estudiants d'altres països venen a estudiar a la Universitat amb el programa europeu "Erasmus".

## Filosofia per ensenyar
La Universitat CEU Cardenal Herrera ha reformat a fons la seva metodologia en un clar compromís amb la qualitat. Això ha establert programes d'aprenentatge en què l'estudiant és un actiu i vital. Aquest mètode ja es fa servir a les universitats de tot el món millors. Un exemple és la Universitat Harvard, que ha estat consultor de la Universitat CEU Cardenal Herrera en aquesta nova forma d'ensenyament. Com a resultat, les classes són més participatiu i es basen en l'ús de les noves tecnologies. Tant treball, l'esforç i la responsabilitat són qualitats que són molt sensibles durant el desenvolupament formatiu de l'estudiant.
És de destacar el caràcter internacional d'aquesta universitat, que es conrea mitjançant la cooperació amb institucions de reconegut prestigi per entrenar a estudiants en universitats estrangeres, com ara Boston i Chicago. L'habilitat amb els idiomes és essencial a la discreció de la universitat, pel que és part essencial en el programa de formació que ofereix.
El gran nombre de professors, incloent-hi els metges als seus professors, més de quaranta línies d'investigació obertes, instal·lacions innovadores del seu Centre de Producció Audiovisual i Multimèdia, la Clínica Dental i Zoològic, que va afegir, gairebé 2.000 convenis signats amb les empreses i organitzacions en què els estudiants realitzen les pràctiques dels seus graus cada dia es mostrarà el centre per aconseguir l'excel·lència en la formació dels seus estudiants.

## Ensenyament
Universitat CEU Cardenal Herrera participa en el Programa d'Excel·lència Acadèmica i l'Organització del Coneixement "Plató" de la Fundació San Pablo-CEU ha posat en marxa en col·laboració amb la Universitat Harvard. L'objectiu del programa és la d'adoptar el sistema educatiu d'aquest norteamerciana la Universitat, que forma part de l'aprenentatge en lloc d'ensenyament i plans d'ensenyament de les necessitats de l'estudiant, que són precisament les característiques dels mestres que es duran a terme en l'Espai Europeu d'Educació Superior (EEES). El programa de "Plató" és l'enfortiment del sistema de tutories per als estudiants i el professor que acompanya la implementació d'un sistema d'avaluació contínua, que requereix l'aprovació del 30% al 50% dels crèdits el primer any, d'acord amb llicenciatura per seguir una carrera. Una altra peculiaritat de la Universitat CEU Cardenal Herrera en l'ensenyament és que els subjectes de la lliure elecció de tots els graus són part d'un projecte integral de l'educació humanista i són impartits per l'Institut d'Humanitats CEU Ángel Ayala. Tots aquests materials estan adreçats a la formació en les humanitats: llengua, literatura, història, art, filosofia, ciències naturals, la doctrina social de l'Església, etc. La formació dels estudiants conjunt es completa amb els idiomes. El Servei de Llengües de la Universitat ofereix classes gratuïtes d'anglès a tots els estudiants universitaris. La superació de la prova d'idioma és un requisit previ per passar de la primera cursa de segon cicle que cursa.Con sobre beques en l'últim any més de 725 estudiants s'han beneficiat dels ajuts concedits per a estudis a la Universitat CEU Cardenal Herrera, entre els quals les 533 beques de la Ministeri d'Educació i dels 155 atorgat per la Fundació Universitària San Pablo-CEU.

## Espai Europeu d'Educació Superior (EEES)

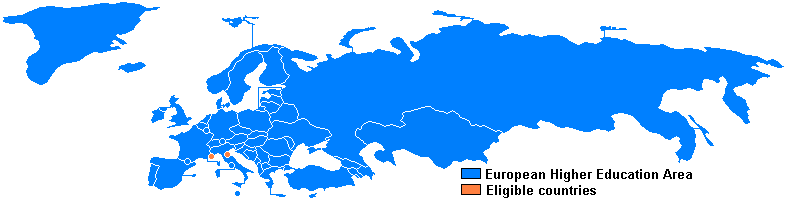
Europeu d'Educació Superior

ECTS és la sigla per al Sistema Europeu de Transferència de Crèdits (Sistema Europeu de Transferència de Crèdits). ECTS se centra en l'activitat de l'estudiant i es basa en la càrrega de treball necessari per aconseguir els objectius d'un programa. Un crèdit ECTS equival a 25 a 30 hores.
En l'ECTS, 60 crèdits representen la càrrega de treball d'un any acadèmic. Com a regla general, 30 crèdits per a un semestre i 20 crèdits per un període d'estudi.
El ECTS cerca:
-Que els programes d'estudi resultin fàcilment comprensibles i comparables per a tots els estudiants, locals i estrangers.
-Facilitar la mobilitat i el reconeixement acadèmic.
-Ajudeu a les universitats a organitzar i revisar els plans d'estudi.
El crèdit és també una manera de mesurar els resultats de l'aprenentatge, és a dir, el conjunt de competències que expressen el que els alumnes conèixer, comprendre o ser capaç de fer després de completar un procés d'aprenentatge.
El treball de l'estudiant en l'ECTS inclou el temps invertit en assistència a classes, seminaris, estudi independent de preparació, i la realització d'exàmens, conferències, passanties, etc. En qualsevol cas, els intents de calcular l'estudiant d'un dia de treball com qualsevol altre empleat, incloent-hi totes les àrees abans esmentades.
Així doncs, l'ECTS es basa en la càrrega de treball total i no es limiten a les hores d'assistència.
"Aplicació de la Universitat de Cardenal Herrera' '
En els últims anys, la Universitat CEU Cardenal Herrera ha optat per una metodologia de profunda renovació, el programa de Plató, on l'estudiant té un paper en la matriu que valora l'aprenentatge i el treball, l'esforç i la responsabilitat de l'estudiant en el procés de formació, les apostes i, per un sistema d'avaluació contínua i en l'EEES.
Aquesta nova metodologia és un compromís estratègic de la Universitat de Cardenal Herrera per complir amb els canvis en l'escenari de l'educació superior que planteja el canvi dels factors demogràfics i culturals i el procés de convergència europea.
El seu objectiu últim és millorar la formació dels estudiants per adaptar-se a les noves demandes i necessitats de la societat.
La Universitat Cardenal Herrera CEU aprovat abans de la posada en marxa l'estiu del nou calendari acadèmic del curs acadèmic 2009/2010, a partir de la programació actual de la transició necessària, de manera que la primera universitat de la Universitat CEU Cardenal Herrera a la Comunitat Valenciana estableix que tot el món

## Facultats
La Universitat compta amb tres escoles: Ciències Socials, Ciències Experimentals i Tècniques. A la primera, els estudiants poden aprendre Política, Periodisme i Dret. En la segona, s'estudia Química, Veterinària i Infermeria. Finalment, en el tercer, que estudien Arquitectura, Disseny i Enginyeria Informàtica.
Ara, CEUCH té cinc facultats: Salut, Ciències Veterinàries, Humanitats i Tecnologia de la Informació, Ciències Tècniques Dret, Negocis i Polítics i l'ensenyament.
- Facultat d'Humanitats i CC. Comunicació
  - Llicenciatura en Comunicació Audiovisual
  - Doble Grau en Periodisme + Publicitat i Relacions Públiques
  - Relacions públiques
- Facultat de Dret, Empresa i Ciències Polítiques
  - Llicenciat en Ciències Polítiques
  - Doble Grau en Ciències Polítiques + Administració d'Empreses
  - Doble Grau en Ciències Polítiques i Periodisme
  - Llicenciat en Ciències Polítiques + Publicitat i Relacions Públiques
  - Llicenciat en dret
  - Llicenciatura en Periodisme
  - Doble Grau en Dret + Publicitat i Relacions Públiques
  - Llicenciat en Ciències Empresarials
  - Llicenciat en Ciències Empresarials i Dret
  - Llicenciatura en Màrqueting
  - Grau en Publicitat + Màrqueting i Relacions Públiques
- Facultat de Salut
  - Llicenciat en Farmàcia
  - Doble Grau en Farmàcia i Optometria
  - Llicenciatura en Fisioteràpia
  - Doble Grau en Fisioteràpia + Infermeria
  - Llicenciat en Medicina
  - Llicenciatura en Odontologia
  - Llicenciat en Veterinària
- DESPRÉS DE POSTGRAU DE CIÈNCIES DE LA SALUT
  - Especialització Màster en Cures d'Infermeria
  - Màster en Atenció Farmacèutica i Farmàcia Assistència
  - Mestre d'atenció fisioterapèutica en l'Activitat Física i l'Esport
  - Màster en Neurorehabilitació
  - Màster en Nutrició Aplicada a la Salut
  - Màster en Ortodòncia i Ortopèdia Dentofacial
  - Màster en Química Orgànica, Experimental i Industrial
  - Màster en Seguretat Alimentària
  - Màster en Teràpia Manual Osteopàtica

## Campus
Campus de València compta amb més extensió i ofereix més serveis.
Es va assistir a gairebé tots els graus oferts per la universitat i inclou gairebé tots els alumnes. Castelló i el campus d'Elx campues són dos llocs per ajudar a la tasca educativa tot i que amb prou feines ofereixen serveis educatius

## Vida universitària
De moment, hi ha 10.000 estudiants de la Universitat de tot Espanya, especialment València, Múrcia, Mallorca, Eivissa i Albacete. Cada any 500 estudiants d'altres països venen a estudiar a la Universitat amb el Programa Europeu Erasme
La Universitat CEU Cardenal Herrera compta amb instal·lacions pròpies per a la formació pràctica dels estudiants, com el Centre de Producció de Mitjans i Multimèdia, de 3.300 metres quadrats, amb aparells de televisió, la ràdio i la fotografia, l'Hospital Veterinari, una referència a l'àrea de València, la Facultat de Zoologia, amb diversos tipus de bestiar, la Clínica Dental de la Universitat, amb l'atenció ambulatòria, pràctiques de laboratori en ciències bàsiques biomèdiques i clíniques simulades per a l'àrea de la salut. També tenen una biblioteca Hemeroteca Central, amb 700 seients per a la consulta i els volums de més de 100.000.

CEU TEATRE
Des de la Universitat ens ofereixen una formació a l'aula i el creixement humà a través de l'art del teatre.
UNIVERSITAT D'ESTIU
No obstant això que la formació en els mesos de juny i juliol els cursos s'organitzen en el marc de la Universitat d'Estiu.
CEU RÀDIO
Un grup en el qual treballa de primera mà en la producció de continguts de qualitat per a la ràdio de la universitat.
EL ROTATIU
Diari d'informació general, i està fet per complet cada dues setmanes pels estudiants de la Universitat CEU Cardenal Herrera.

## Instituts de recerca
La Universitat CEU Cardenal Herrera ha obert els projectes d'investigació en col·laboració amb diversos ministeris i conselleries diferents de la Generalitat Valenciana. Algunes d'aquestes línies d'investigació aborden temes com els efectes neuronals de consum de drogues i alcohol, malalties com la leucèmia o la diabetis, drogues de disseny i els mitjans d'Internet. La CEU Cardenal Herrera té tres instituts d'investigació: el IDYCA (Institut de Drogues i addictiu Comportament), el IDIT (Institut de Disseny, Innovació i Tecnologia) i IDEA (Institut de Dret Ambiental i Ètica). En el tercer cicle, la Universitat CEU Cardenal Herrera ensenya vuit programes de doctorat a la participació de 160 estudiants. L'any passat van ser llegides en la Universitat CEU Cardenal Herrera onze tesis.

## Doctors honoris causa
- José María Aznar

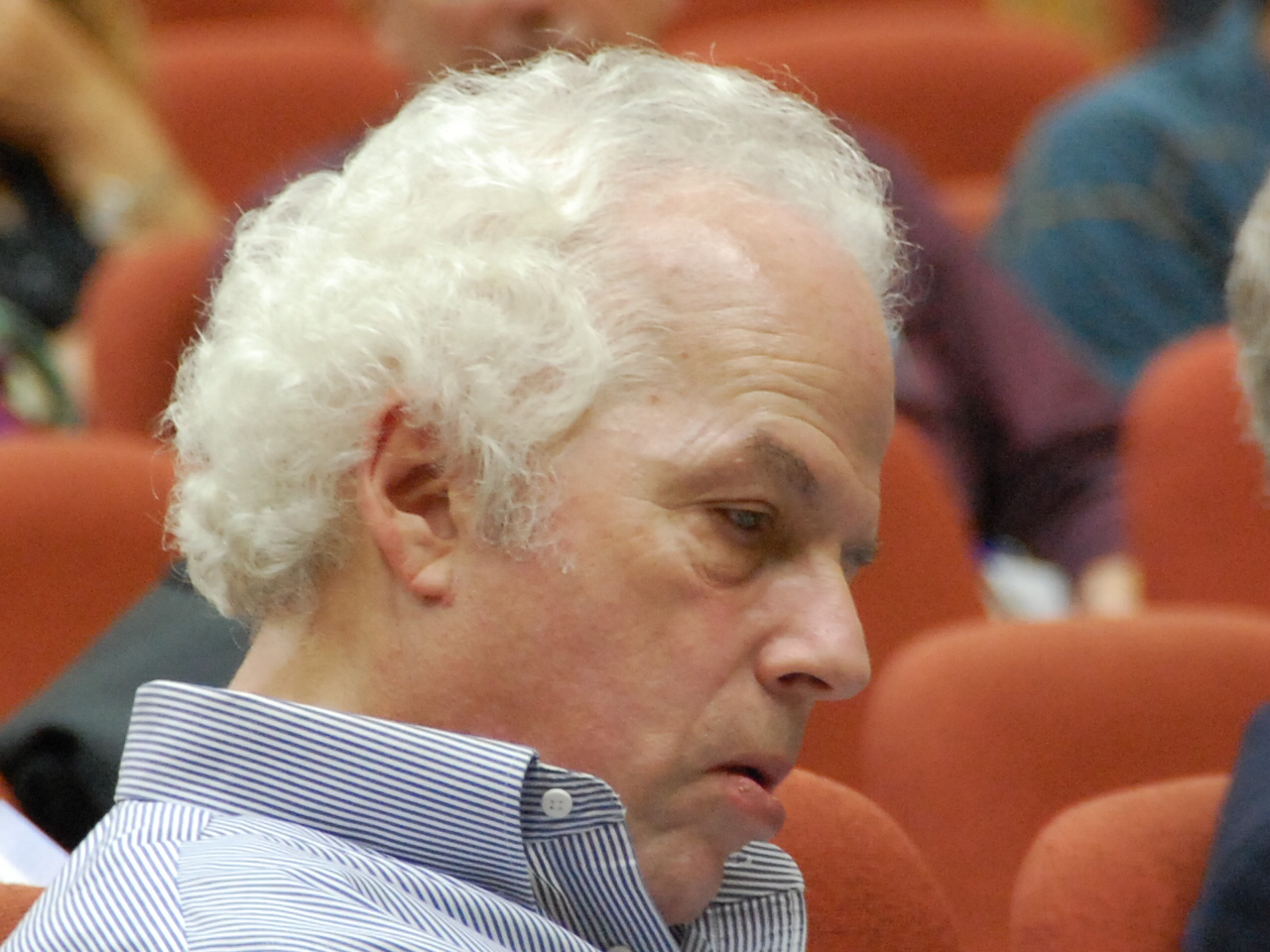
Stanley B. Prusiner

- Monsenyor Antonio Cañizares, Vicepresident de la Conferència Episcopal Espanyola
- Nora D. Volkow, director de l'Institut Nacional sobre l'Abús de Drogues (NIDA)
- Carlos Belo, Nobel de la Pau el 1996. Co-director de la independència pacífica del seu país, Timor Oriental.
- Joaquín Navarro-Valls, director de l'Oficina de Premsa de la Santa Seu.
- Stanley B. Prusiner, Premi Nobel el 1997 pel seu descobriment dels prions, font d'infecció comuna coneguda com a malaltia de les vaques boges.
- Stanley G. Payne, hispanista nord-americà. Professor de la Universitat de Wisconsin-Madison, on ocupa la càtedra Hilldale-Jaume Vicens Vives.
- Andrea Riccardi, expert en Dret, Història Contemporània i Història de l'Església.